# Wendy Bell
Wendy Bell (* 10. Oktober 1967) ist eine schottische Curlerin. 
Bell spielte als Lead der britischen Mannschaft bei den XVI. Olympischen Winterspielen 1992 in Albertville im Curling. Die Mannschaft belegte den sechsten Platz.